# Loch Lynn Heights
Loch Lynn Heights és una població dels Estats Units a l'estat de Maryland. Segons el cens del 2000 tenia 469 habitants.

## Demografia
Segons el cens del 2000, Loch Lynn Heights tenia 469 habitants, 181 habitatges, i 135 famílies. La densitat de població era de 565,9 habitants per km².
Dels 181 habitatges en un 36,5% hi vivien nens de menys de 18 anys, en un 59,1% hi vivien parelles casades, en un 11,6% dones solteres, i en un 25,4% no eren unitats familiars. En el 21,5% dels habitatges hi vivien persones soles el 9,9% de les quals corresponia a persones de 65 anys o més que vivien soles. El nombre mitjà de persones vivint en cada habitatge era de 2,59 i el nombre mitjà de persones que vivien en cada família era de 3.
Per edats la població es repartia de la següent manera: un 28,6% tenia menys de 18 anys, un 7,7% entre 18 i 24, un 27,5% entre 25 i 44, un 22% de 45 a 60 i un 14,3% 65 anys o més.
L'edat mediana era de 36 anys. Per cada 100 dones de 18 o més anys hi havia 81,1 homes.
La renda mediana per habitatge era de 31.875 $ i la renda mediana per família de 34.375 $. Els homes tenien una renda mediana de 21.563 $ mentre que les dones 16.111 $. La renda per capita de la població era de 12.369 $. Entorn del 14,7% de les famílies i el 16,2% de la població estaven per davall del llindar de pobresa.

## Poblacions més properes
El següent diagrama mostra les poblacions més properes.